# São Francisco do Pará
São Francisco do Pará este un oraș în Pará (PA), Brazilia.